# Собор Пресвятой Девы Марии Фатимской (Караганда)
Собо́р Пресвято́й Де́вы Мари́и Фа́тимской (каз. Әулие Фатима Мариямның шіркеуі) — католический храм, находящийся в Караганде, Казахстан. Церковь служит кафедральным собором Карагандинской епархии, возглавляемой епископом Аделио Дель’Оро. Самый большой католический собор в  Центральной Азии. Расположен по адресу: пр. Шахтеров, 32; 100026 Караганда; Казахстан

## История
Идея строительства нового кафедрального собора в Караганде принадлежит епископу Яну Павлу Ленге. Карагандинская епархия обратилась к властям города Караганды с просьбой выделить участок под строительство нового кафедрального собора. Власти откликнулись на эту просьбу и 13 мая 2003 года, в день памяти Фатимских явлений Пресвятой Девы Марии, земельный участок был приобретён.
Было решено, что за образец будущего собора будет взят Кёльнский собор в Германии. Проект храма разработал немецкий архитектор Карл-Мария Руф. Адаптацию проекта к казахстанским условиям сделал архитектор В. Г. Сергеев.
По приглашению Нурсултана Назарбаева состоялся визит Государственного секретаря Святого Престола кардинала Анджело Содано в Казахстан. В ходе этого визита 18 мая 2003 года кардинал Анджело Содано освятил территорию и краеугольный камень под строительство.
В 2004 году «Общество по строительству собора Матери всех народов» («Verein zum Aufbau der Kathedrale Mutter aller Nationen»), основанное в селении Викторсберг в Форарльберге (Австрия) Агнес Риттер, решило поддержать строительство кафедрального собора в Караганде. В строительстве и оснащении собора значительное участие принял епископ Атаназиус Шнайдер.
9 сентября 2012 года состоялось торжественное освящение собора, которое совершил декан Коллегии кардиналов кардинал Анджело Содано, легат Папы Римского Бенедикта XVI. Действующий настоятель собора с сентября 2019 года — священник Владимир Немец.